# Vista (California)
Vista es una ciudad situada en el condado de San Diego, California, Estados Unidos. Tiene una población estimada, a mediados de 2021, de 98 655 habitantes.
La ciudad fue fundada el 28 de enero de 1963. 
Fue listada en 2008 como la séptima mejor ciudad de Estados Unidos para vivir, basado en factores como oportunidades de trabajos y negocios, clima, educación y costo de vida.

## Geografía
La ciudad está ubicada en las coordenadas 33°11′23″N 117°14′19″O / 33.18972, -117.23861 (33.189682, -117.23858). Según la Oficina del Censo, tiene un área total de 48.55 km², correspondientes en su totalidad a tierra firme.

## Demografía

### Censo de 2020
Según el censo de 2020, en ese momento la ciudad tenía una población de 98 381 habitantes. La densidad poblacional era de 2026.39 hab/km². El 43.87% de los habitantes eran blancos, el 2.73% eran afroamericanos, el 2.36% eran amerindios, el 5.34% eran asiáticos, el 0.72% eran isleños del Pacífico, el 26.48% eran de otras etnias y el 18.50% eran de una mezcla de etnias. Del total de la población, el 50.56% eran hispanos o latinos de cualquier etnia.

### Censo de 2000
Según el censo de 2000, en ese momento había 89 857 personas, 28 877 hogares y 20 791 familias en la ciudad. La densidad poblacional era de 1857.3/km² (4810.0/mi²). La composición racial de la ciudad era del 64.27% blancos, 4.24% afrodescendientes, 1.00% amerindios, 3.70% asiáticos, 0.68% isleños del Pacífico, 21.33% de otras razas y 4.79% de una mezcla de razas. Del total de la población, el 38.94% eran hispanos o latinos de cualquier raza.
Los ingresos medios de los hogares en la localidad eran de $42 594 y los ingresos medios de las familias eran de $45 649. Los hombres tenían ingresos medios por $32 936 frente a los 25 812 que percibían las mujeres. Los ingresos per cápita eran de $18 027. Alrededor del 14.2% de la población estaba por debajo del umbral de pobreza.